# Kanton Cagnes-sur-Mer-Ouest
Der Kanton Cagnes-sur-Mer-Ouest war bis 2015 ein französischer Wahlkreis im Arrondissement Grasse, im Département Alpes-Maritimes und in der Region Provence-Alpes-Côte d’Azur. Hauptort (frz.: chef-lieu) war Cagnes-sur-Mer.

## Gemeinden
Der Kanton bestand aus einem Teil der Stadt Cagnes-sur-Mer und weiteren drei Gemeinden:
| Gemeinde            | Einwohner Jahr | Fläche km² | Bevölkerungsdichte | Code INSEE | Postleitzahl |
| ------------------- | -------------- | ---------- | ------------------ | ---------- | ------------ |
| Cagnes-sur-Mer      | 46.940 (2013)  | –          | – Einw./km²        | 06027      | 06460        |
| La Colle-sur-Loup   | 7.815 (2013)   | 9,82       | 796 Einw./km²      | 06044      | 06480        |
| Saint-Paul-de-Vence | 3.504 (2013)   | 7,26       | 483 Einw./km²      | 06128      | 06570        |
| Villeneuve-Loubet   | 14.346 (2013)  | 19,6       | 732 Einw./km²      | 06161      | 06270        |

Cagnes-sur-Mer gehörte nur mit einem Teilbereich zum Kanton. In dem zum Kanton gehörenden Teil der Stadt lebten zuletzt etwa 13.700 Einwohner.